# كلنبروك ويد بيل (باركشير)
كلنبروك ويد بيل (بالإنجليزية: Colnbrook with Poyle)‏ هي أبرشية مدنية تقع في المملكة المتحدة في باركشير. يقدر عدد سكانها بـ 6,157 نسمة .